# Chapelle Sainte-Catherine de Breil-sur-Roya
La chapelle Sainte-Catherine est une ancienne chapelle des Pénitents blancs des « Disciplinanti » de Sainte-Catherine située place Biancheri, à Breil-sur-Roya dans le département français des Alpes-Maritimes.

## Historique
La chapelle a été construite au XVIIe siècle grâce au développement de la ville située sur la route reliant Nice au Piémont.
La chapelle a été désaffectée en 1985. L'orgue installé sur la tribune est en mauvais état à cause depuis la Seconde guerre mondiale. Elle sert actuellement de lieu d'exposition.
Cette chapelle fait l’objet d’un classement au titre des monuments historiques depuis le 18 juin 1979.

## Description
La chapelle possède une façade de style baroque tel qu'on peut le voir aussi à Nice. L'autel et le retable ont été réalisés en gypserie polychrome au XVIIe siècle. La toile de l'autel représente le mariage mystique de sainte Catherine. La chapelle est décorée de statues représentant la Foi, l'Espérance et la Charité.
La chapelle possède un clocher coiffé d'un bulbe pririforme recouvert de tuiles vernissées colorées. Il est surmonté d'une girouette représentant un ange soufflant dans une trompette.